# Гостев, Георгий Фёдорович
Георгий Фёдорович Гостев (23 сентября (5 октября) 1897, Псков — 1 декабря 1960, Ленинград, по другим данным — Псков) — российский и советский футболист, игравший на позиции правого защитника, игрок сборных РСФСР и Петрограда/Ленинграда, один из сильнейших защитников СССР 1920-х годов. Также играл в хоккей с мячом, позднее — футбольный тренер. Заслуженный мастер спорта (1946).

## Биография

### Клубная карьера
Воспитанник петербургского клуба «Триумф», в его младших командах играл с 13-летнего возраста. В 1914 году перешёл в один из сильнейших клубов города — «Коломяги», с которым четыре раза подряд выигрывал чемпионат Петрограда и завоевал ряд других титулов. В 1924 году после полученной травмы покинул команду, к тому времени переименованную в «Ленинградский уезд». В последние годы своей карьеры играл за другие клубы Ленинграда.
В 1918—1928 годах призывался в сборную Петрограда/Ленинграда. Команда северной столицы не участвовала в чемпионатах РСФСР 1920 и 1922 года, но в эти же годы, а также в 1921 году, петроградцы с Гостевым в составе побеждали сборную Москвы в традиционных межгородских встречах. В 1928 году Гостев в составе сборной города стал серебряным призёром чемпионата РСФСР, который в том году был отборочным к всесоюзному чемпионату. В команде Гостев как правило составлял тандем защитников с Петром Ежовым.

### Карьера в сборной
В 1923—1928 годах призывался в сборную РСФСР. В 1923 году участвовал в турне сборной по странам Северной Европы, в ходе которого было сыграно два десятка матчей со сборными, клубами и командами рабочих союзов. В том числе выходил на поле в трёх матчах против национальных команд Швеции, Норвегии и Эстонии.

### Тренерская карьера
В 1930 году, после завершения карьеры игрока, вошёл в состав тренерского совета Ленинграда. В 1936 году тренировал ленинградский «Спартак», игравший в группе «Б». В 1940 году с командой ЛВО стал победителем чемпионата Ленинграда, в 1943 году с командой воинской части Быстрова снова стал победителем этого турнира, проходившего в условиях немецкой блокады. В 1945—1946 годах входил в тренерский штаб «Зенита». В 1949 году с командой «Судостроитель» стал победителем зонального турнира второй лиги. В 1952 году с выборгским «Домом офицеров» стал бронзовым призёром чемпионата РСФСР среди коллективов физкультуры, с этой же командой неоднократно выигрывал чемпионат и Кубок Ленинградской области. В последние годы жизни тренировал команду ДСО «Труд».

## Стиль игры
Выделялся отличной физической подготовленностью, надежностью, высокой техникой отбора мяча, хорошим позиционным чутьем— Савин А. Мировой футбол: кто есть кто. Полная энциклопедия. Стр. 193-194

…Ещё складнее играли ленинградские защитники Георгий Гостев из клуба Коломяги и Петр Ежов (Спорт). По синхронности и блеску игры они долгие годы не знали себе равных. В Ленинграде Ежова и Гостева очень любили, им аплодировали не меньше, чем лучшим нападающим. — Н.П.Старостин. Звёзды большого футбола. Стр. 34

## Достижения

### Как игрок
- Чемпион РСФСР по хоккею с мячом: 1924
- Серебряный призёр чемпионата РСФСР по футболу: 1928
- Чемпион Петрограда по футболу: 1916, 1917, 1918, 1920
- Победитель Весеннего Кубка Петрограда по футболу: 1915, 1919, 1923
- Обладатель Кубка Тосмена: 1919, 1923
- Неоднократный чемпион Петрограда по хоккею с мячом
- Включён в Список 33 лучших футболистов сезона в СССР (по версии Ю. С. Лукашина) в 1918 году под № 2, 1919, 1920, 1921, 1922, 1923 — под № 1, 1924 — под № 2, 1925, 1926, 1927, 1929 — под № 3.

### Как тренер
- Бронзовый призёр чемпионата РСФСР по футболу среди коллективов физкультуры: 1952
- Чемпион Ленинграда по футболу: 1940, 1943
- Чемпион Ленинградской области по футболу: 1950, 1952
- Обладатель Кубка Ленинградской области: 1950, 1951, 1952